# Chiesa di San Nicola da Tolentino (Selvena)

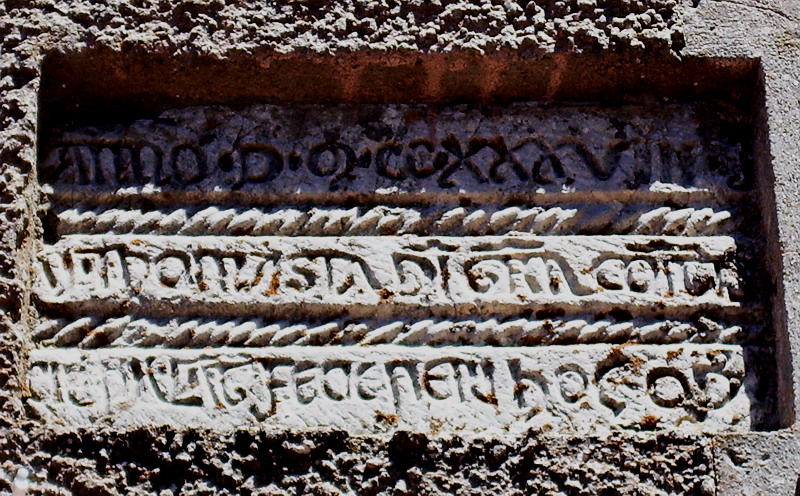
Epigrafe in ricordo della perduta pieve

La chiesa di San Nicola da Tolentino è la chiesa principale di Selvena, nel comune di Castell'Azzara (GR).

## Storia
La chiesa fu costruita sul finire del Settecento nella parte meridionale del centro minerario, per rimpiazzare
la perduta pieve dedicata a san Nicola da Tolentino, che si trovava nel vicino complesso fortificato della Rocca Silvana.
Il campanile fu costruito soltanto a metà Ottocento e profondamente restaurato negli anni venti del secolo scorso.

## Aspetto attuale
La chiesa di San Nicola da Tolentino si presenta a navata unica, con sacrestia laterale.

Il portale d'ingresso è preceduto da una breve gradinata e sovrastato da una finestra che si apre al centro della parte superiore della facciata principale; il tetto è a capanna e le strutture murarie sono completamente intonacate. A metà altezza del bordo sinistro della facciata è collocata un'epigrafe medievale, proveniente dalla vicina Rocca Silvana, che ricorda la costruzione della Pieve di San Nicola avvenuta nel 1238 all'interno di quel complesso aldobrandesco.

Il campanile si innalza nei pressi del fianco sinistro della chiesa e si presenta in 3 ordini distinti, separati tra loro da cordonature. Nella parte superiore si aprono 4 monofore (una per lato) in stile neogotico, sovrastate dalla guglia sommitale su cui poggia la croce.